# Суперкубок Андорри з футболу 2013
Суперкубок Андорри з футболу 2013 — 11-й розіграш турніру. Матч відбувся 15 вересня 2013 року між чемпіоном Андорри клубом Лузітанос та володарем кубка Андорри клубом Уніо Еспортива. 
| Володар Суперкубка Андорри 2013 |
| ------------------------------- |
|                                 |
| Лузітанос Другий титул          |

## Матч

### Деталі
| 15 вересня 2013 18:00 (EEST) |

| Лузітанос | 1:0      | Уніо Еспортива |
| --------- | -------- | -------------- |
|           | Протокол |                |

| Комуналь д'Андорра-ла-Велья, Андорра-ла-Велья |